# Calceolaria mexicana
Calceolaria mexicana là một loài thực vật có hoa trong họ Calceolariaceae. Loài này được Benth. mô tả khoa học đầu tiên năm 1840.

## Hình ảnh

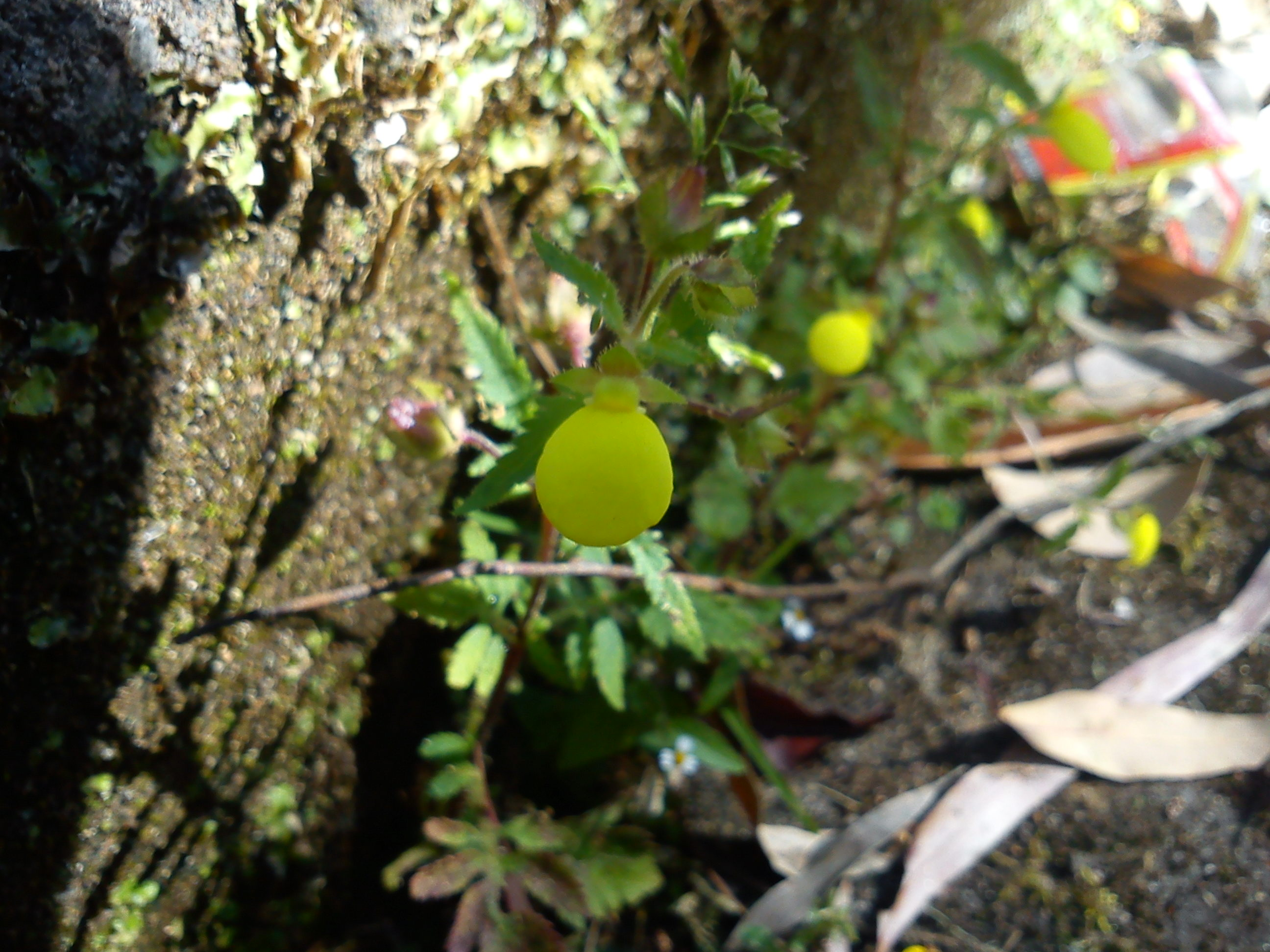